# William Allardyce

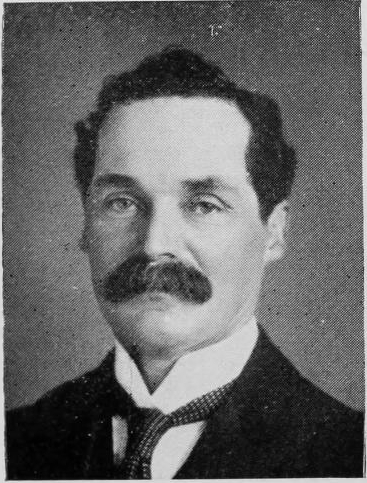
William Lamond Allardyce, 1910

Sir William Lamond Allardyce (* 14. November 1861 in Bombay, Indien; † 9. Juni 1930 in Wokingham, England) war ein britischer Kolonialbeamter und Gouverneur der Fidschi- und Falklandinseln, der Bahamas sowie von Tasmanien und Neufundland.

## Leben
Allardyce wurde als Sohn des Militärarztes James Allardyce und seiner Frau Georgina Dickson geboren. Nachdem er die Schule in Aberdeen und das Oxford Military College besucht hatte, trat er im Alter von 18 Jahren der zivilen Kolonialverwaltung des Colonial Office bei. Auf seinem ersten Posten auf den Fischi-Inseln stieg er schnell auf. Er eignete sich die lokale Sprache (Fidschi) an und fungierte als Vermittler zwischen den Eingeborenen und der britischen Verwaltung. Zwei Monate übernahm er die Pflichten des Gouverneurs der Inseln. 1904 wurde er zum Gouverneur der Falklandinseln ernannt; dort förderte er die Walfangindustrie und sorgte für die Einrichtung eines ersten Radiosenders im November 1912. Seine nächste Station als Gouverneur führte ihn von 1915 bis 1920 auf die Bahamas.
1898 heiratete er in der australischen Ortschaft Bacchus Marsh Constance Angel. Nach deren Tod 1919 heiratete er ein Jahr später die Witwe Elsie Elizabeth Goodfellow. Am 16. April 1920 wurde er zum nächsten Gouverneur von Tasmanien ernannt. Während seiner Amtszeit setzte sich vor allem die Labor Party dafür ein, das Amt des Gouverneurs abzuschaffen. Eine diesbezügliche Abstimmung scheiterte jedoch sowohl zunächst im September 1920 als auch später im November 1921. Allardyce, der bei Gegnern wie Befürwortern seines Amtes stets sehr beliebt war, trat aufgrund von Unzufriedenheit mit seinem Gehalt als Gouverneur (damals £ 2.750) im selben Monat zurück.
Er verließ am 27. Januar 1922 Tasmanien und wurde anschließend nach Neufundland beordert, wo er Charles Alexander Harris als Gouverneur nachfolgte. 1928 ging er zunächst in Ruhestand, arbeitete jedoch ein Jahr später erneut als Direktor für die Viking Whaling Co. Ltd einem englisch-norwegischen Joint Venture. 1930 starb er in Wokingham an Krebs.

## Auszeichnungen
- Companion of the Order of St. Michael and St. George (1902)
- Namensgeber für die Allardyce Range auf Südgeorgien (1915)
- Knight Commander of the Order of St. Michael and St. George (1916)
- Namensgeber für die Governor Islands im Archipel der Südlichen Orkneyinseln (1960)